# Andrea Mei
Andrea Mei (Civitanova Marche, 1º novembre 1965) è un musicista, compositore e produttore discografico italiano, tastierista e fisarmonicista dei Gang
dal 1988 al 2000, tanto da essere considerato il "terzo Gang". È autore di molti successi dei Nomadi fra cui "Io voglio vivere"  e "Sangue al cuore" che portò i Nomadi primi in classifica per la prima volta, dal 2012 segue Danilo Sacco ex voce dei Nomadi nella sua carriera solista sia dal vivo che in studio.

## Biografia
Andrea Mei inizia la sua carriera musicale come membro della band new wave marchigiana Gloria, con cui partecipa alla compilazione del 1988 Adrenalina, prodotta da Radio 1 e Koala Recording.
Nel 1988 è in tour coi i Gang.
Nel 1989 partecipa al terzo disco dei Gang Reds e per la prima volta incide con la fisarmonica.
Nel 1990 partecipa a Le radici e le ali, disco della svolta, che segna il passaggio all'italiano.
Le registrazioni di Storie d'Italia nel 1992-1993 si svolgono all'Esagono di Rubiera, Andrea Mei incontra tra gli altri Claudio Morselli, incontro importante per la successiva attività di produttore artistico e tecnico del suono.
In questo periodo collabora anche con altri artisti fra cui Paolo Rossi, Phil Palmer chitarrista dei Dire Straits, Banda Bassotti, Circo Fantasma ed altri ancora.
Nel 1993 accompagna Paolo Rossi nei quattro spettacoli dai quali poi verrà estratto il cd live Canzonacce. Tra gli ospiti delle serate sono presenti Enzo Jannacci, Claudio Baglioni, i C'è quel che c'è, e, ospite fisso, Vinicio Capossela. Nello stesso anno incide Una volta è per sempre dei Gang sotto la produzione artistica degli stessi fratelli Severini.
Nel 1995 partecipa con i Gang al disco Tributo Ad Augusto con il brano Auschwitz di Francesco Guccini. Sul palco dei Nomadi per la consegna del premio incontra Lorella Cerquetti, che sfocerà nella collaborazione come autori dei brani dei Nomadi e nel duo Lorelai & Doct.Mei.
Nel 1998 incide Fuori dal controllo con i Gang, mentre del 2000 è Controverso.
Dal 2000 al 2009 in cinque album scrive ben 22 brani per i Nomadi fra cui i singoli  "la vita che seduce, Sangue al cuore (primo in classifica), Io voglio vivere, Oriente, Occhi aperti” e dell'ultimo disco “La dimensione”  ed altri ancora.
Nel 2004 insieme a Lorella Cerquetti, firma un contratto con l'etichetta Segnali Caotici di Beppe Carletti dei Nomadi per la realizzazione del loro primo disco "Animali nudi" a nome Lorelai & doct. Mei dai loro rispettivi soprannomi dati a Lorella da Augusto Daolio e ad Andrea da Marino Severini.
Nel 2008 ha scritto le musiche dello spettacolo teatrale contro la violenza sulle donne "Rosa Violata" con l'attrice Rosetta Martellini e "Capelli al vento" sempre con Rosetta Martellini e la regia di Luigi Moretti sulla vita e le opere della poetessa Joyce Lussu.
In questi anni svolge anche l'attività di produttore artistico per gruppi come i File, Firesons, Oscure, Swell99, Eyston Brein, Helena Verter, il cantante serbo Sasha Kalè, Linea Maginot, Contratto Sociale Gnu folk, ed altri ancora.
Dal 2012 affianca Danilo Sacco, ex voce dei Nomadi, nella sua carriera solista sia come pianista dal vivo che come autore in studio. Esce "Un altro me" album di esordio di Danilo Sacco in cui scrive diversi brani.
Nel 2014 esce "Minoranza rumorosa" sempre di Danilo Sacco in cui firma 10 brani insieme a Valerio Giambelli e lo stesso Danilo Sacco.
2015 firma il singolo "Forte e chiaro" album "Libero se canto" del maestro Tenore Marco Berti (Sound music International)
2017 firma il contratto Editoriale in esclusiva con Oyez Music Publisher & Label come autore e produttore.
2018 esce "Gardè" DME/ArtistiFirst nuovo album di Danilo Sacco in cui è produttore artistico e coautore di 11 brani.
In questi ultimi anni ha prodotto molti artisti emergenti fra cui Piccolo G, Marco Saltari da XFactor, i Capabrò, LaSonda, Black Banjo, Laragosta e Ferretti vincitore del Premio Rock Targato Italia e finalista al Premio Musicultura.

## Discografia
con i Gang
- 1989 organo e fisarmonica in Reds (CGD)
- 1990 tastiere in Musica Ribelle (CGD)
- 1991 tastiere, fisarmonica e piano in Le Radici E Le Ali (CGD)
- 1992 tastiere in Fermiamoli (SACS)
- 1993 tastiere e fisarmonica hammond in Storie D'italia (CGD)
- 1994 tastiere e fisarmonica in I Disertori con "Discanto" (WEA)
- 1994 tastiere in Tributo A Luigi Tenco con "Vedrai Vedrai" (CGD)
- 1995 tastiere e fisarmonica in Tributo Ad Augusto con "Auscwhitz" (CGD)
- 1995 tastiere e fisarmonica in Una Volta Per Sempre (CGD)
- 1996 tastiere e fisarmonica in	Fatto Per Un Mondo Migliore con Cristiano De André in "Le storie di ieri" (United Nations Coop)
- 1997 tastiere e fisarmonica in Fuori Dal Controllo (WEA)
- 1999 tastiere e groove	in Canzone Per il Che dei Freak Antony (River Nile)
- 2000 tastiere e piano in Controverso (WEA)
- 2012 fisarmonica in “LE RADICI E LE ALI – Live” Gang

### Come musicista
- 1987 tastiere in Adrenalive con "Senza Tregua" dei Gloria
- 1993 fisarmonica in Canzonacce di Paolo Rossi (SONY)
- 1994 fisarmonica in Bella Ciao della Banda Bassotti (Gridalo Forte Records)
- 1997 hammond e fisarmonica in Ninna Nanna Per Una Classe Operaia dei Circo Fantasma (BMG)
- 2000 fisarmonica in ...Vengo Io? dei Little Taver (Stop pirate)
- 2008 piano e fisarmonica in "Ten miles going there and ten miles coming back” nell'album "My Land Is Your Land" di Ashley Hutchings (Cherry Red/Esoteric Recordings)
- 2012 piano, hammond, fisarmonica e tastiere in "Un altro me" Danilo Sacco E. 20Srl/Wea
- 2014 piano, hammond e tastiere in "Minoranza rumorosa" Danilo Sacco E. 20Srl/Self
- 2018 piano, hammond e tastiere in "Gardè" Danilo Sacco DME/ArtistiFirst

### Come produttore
- 1996 registrazione e mixaggio potemkin studio degli Heart Beat
- 1996 registrazione e mixaggio potemkin studio di T. Odio dei T. Odio
- 1997 registrazione, mixaggio e produzione artistica di Lavori In Corso dei Lavori In Corso (Devega)
- 1998 registrazione e mixaggio potemkin studio	degli Scala Mercalli
- 1999 registrazione e mixaggio potemkin studio di Edenshude degli Edenshude
- 2000 registrazione e mixaggio potemkin studio di Cool As Boop dei Cool As Boop
- 2000 registrazione e mixaggio potemkin studio	di Not Light But Rather Visible Darkness degli Infernal Poetry (Fuel Rec./Self)
- 2001 registrazione e mixaggio potemkin studio di Stealth degli Stealth
- 2002 coautore, produzione artistica, mixaggio & recording potemkin studio di Argento dei Ghergo
- 2002 mixaggio & recording potemkin studio di Buska dei Radiobabylon (Artenomade)
- 2002 produzione artistica di Credo Nei Miracoli dei File (Silvertone Zomba)
- 2003 registrazione, mixaggio e produzione artistica di Firesons dei Firesons (Storie Di Note)
- 2007 produzione artistica, registrazione e mixaggio di "ALLERGICO" degli O.SCU.RE Ammonia records/Edel
- 2008 produzione artistica, registrazione e mixaggio di "COMUNICAZIONE" degli SWELL99 Nagual/Nomadism
- 2009 produzione artistica, registrazione e mixaggio di "L'OMBRA DELLA PIRAMIDE" degli EYESTONE BRAIN Antistar/L'Altoparlante
- 2009 registrazione e mixaggio di Necessaria Partenza" Gianluca Buresta per la Videoradio
- 2010 produzione artistica registrazione e mixaggio di "QUESTIONE DI ORE" degli HELENA VERTER Sanarecords/Lunatik
- 2010 produzione artistica, registrazione e mixaggio di  "Ho paura del buio" dei Lineamaginot per la CPSR records
- 2011 produzione artistica, registrazione e mixaggio coautore "22kg" Alessandra Machella
- 2011 produzione artistica, registrazione e mixaggio di "Rocko and the Rolls" degli Rocko and the Rolls
- 2014 produzione artistica, registrazione e mixaggio di "Elpris" degli Elpris per Libellula Records/Audioglobe
- 2018 produzione artistica, registrazione e mixaggio di "Gardè" Danilo Sacco DME/ArtistFirst
- 2018 produzione artistica, rec mix e mastering dell’album “Non sei più nelle mie immagini” di Lucia Vissani Oyez!
- 2019 produzione artistica, rec mix e mastering di “32 Dicembre” di “LaSonda”
- 2019 produzione artistica, rec mix e mastering di “Danzi per me” di “Anime affine” Oyez!
- 2020 produzione artistica rec, mix e mastering di “   “Meco e il clan dei BelliDentro"  Oyez!
- 2020 rec, mix e mastering di “Rock around the Bip” di Bip Gismondi
- 2021 produzione, registrazione e mix di “Fame”  di Piccolo G uscito nella e serie TV  “Tutta colpa di Freud” Canale 5 e Amazon Prime.
- 2021 produzione artistica, rec mix e mastering di “Non c’è soluzione” di Emanuela Sabbatini per Terzo Millennio ed Oyez!
- 2021 produzione artistica, rec mix e mastering di “Out of the skies” dei Black Banjo Interstreet Recordings and Publishing
- 2021 produzione artistica, rec mix e mastering di “Tra luce e buio” di Emanuela Sabbatini, Ed. Oyez!
- 2021 produzione artistica, rec mix e mastering di “2020” dei Capabrò
- 2022 produzione artistica, rec mix e mastering di “Tutte le lacrime che hai” di Daniele Vagnozzi
- 2022 produzione artistica, rec mix e mastering dei singoli “Radici” “ Appunti di vita” “Sorgono”di Ferretti per Seitutto
- 2022 produzione mix e mastering di “The Beauty And The Burst” Black Banjo Interstreet Recordings and Publishing
- 2022 produzione artistica con Marco Mattei di “Nemico mio” di Irida Nasic Dm Produzioni/Divinazione Milano
- 2022 produzione, rec mix e mastering con Marco Mattei di “3Venti”  di Marco Saltari per Astralmusic
- 2022 produzione rec, mix e mastering di “Giammaria Funk” di Laragosta Terzo Millennio/Divinazione Milano
- 2023 produzione rec, mix e mastering di “Adreanalina” di Apnea Terzo Millennio/Divinazione Milano
- 2023 produzione rec, mix e mastering di “W la noia"  di Sylvia Meritano Astralmusic/ed. Oyez!
- 2024 produzione rec, mix e mastering di "Non dipendi", "IL TUO FIORE MAI" di Sylvia Meritano Astralmusic/ed. Oyez!
- 2024 produzione rec, mix e mastering di "E mi respiri forte" Astralmusic
- 2024 produzione rec, mix e mastering "Sulla mia pelle" Terzo Millennio/Divinazione Milano
- 2024 produzione rec, mix e mastering  "Mi dicono" "Come eva" Camilla Ruffini  Astralmusic

### Come autore
- 2000 "La vita che seduce", "Please, stop the world", "La rosa del deserto", "Stella d'oriente" in Liberi di volare	dei Nomadi (CGD)
- 2003 musiche dei brani "Sangue al cuore", "Il re è nudo", "L'arte degli amanti" in Amore che prendi amore che dai dei Nomadi	(CGD-Warner)
- 2003 musiche dei brani inediti "Io voglio vivere" e "E di notte " in Nomadi 40 dei Nomadi musiche dei brani (CGD-Warner)
- 2004 musiche dei brani "Oriente", "Corpo estraneo ", "Soldato", "Essere o non essere", "Vulcani", "Confesso" in Corpo estraneo dei Nomadi (CGD-Warner)
- 2006 musiche dei brani "Occhi Aperti", "Ci Vuole Distanza", "Status Symbol", "Ancora Non So" in Con me o contro di me dei Nomadi (CGD-Warner)
- 2008 musiche di "Capelli al vento" cd audio dell'omonimo spettacolo teatrale sulla vita e le opere di Joyce Lussu (Teatro Stabile delle Marche)
- 2009 Musiche dei brani "La dimensione", "In questo silenzio", "Due re senza corona" in album "Allo specchio" dei NOMADI (ATLANTIC WMI)
- 2010 musica dell'unico inedito "Due re senza corona" album "Racconti raccolti" dei Nomadi (ATLANTIC WMI)
- 2012 musiche dei brani "Non ho che te" e "Mekong" album "Un altro me" di Danilo Sacco E. 20 Srl/Wea
- 2014 musiche dei brani "Minoranza rumorosa, novembre è mattina, Emilie, Erin, Da qui all'eternità, Ti aspetterò per sempre, Se vorrai se vuoi, Nati per vivere, io non voglio più, Niente è per sempre" album "Minoranza rumorosa" di Danilo Sacco E. 20 Srl/Self
- 2015 musiche del brano "Forte e chiaro" album "Libero se canto" di Marco Berti (Sound music International)
- 2018 musiche dei brani "Jesse e Lutz" "Sarò qui per te"  "Amico mio" "New York 1911" "Vedrai" "Ciao vecchio amore mio" "La rosa violata" "Io vivo ancora" "Best" "Spazza via" "Gardé" in Gardè di Danilo Sacco Album "Gardè" Danilo Sacco DME/artistiFirst
- 2021 "Fame" di Piccolo G serie TV “Tutta colpa di Freud” Canale 5 e Amazon Prime.

### Con Lorelai
- 2006 Animali Nudi (Segnali caotici/Wea)